# Binaria rubiginosa
Binaria rubiginosa là một loài thực vật có hoa trong họ Đậu. Loài này được (Bong.) SCHMITZ mô tả khoa học đầu tiên năm 1973.